# Boletales (classification phylogénétique)
La classification phylogénétique des Boletales a bénéficié des progrès de la biologie moléculaire. La classification phylogénétique permet de révéler des affinités entre espèces présentant des morphologies très éloignées comme les bolets et les sclérodermes et de distinguer un certain nombre de clades. 

## Arbre phylogénétique général desBoletales
En 2006, Binder et al. ont proposé un arbre phylogénétique des Boletales où sont représentés les six sous-ordres Tapellinae, Coniophorineae, Paxillineae, Suillineae, Sclerodermatineae, Boletineae et les deux familles Hygrophoropsidaceae et Serpulaceae comme suit :  
- - Agaricales
  - 
    - Atheliales
    - Boletales
      - Tapellinae
      - Serpulaceae
      - 
        - 
          - Hygrophoropsidaceae
          - Coniophorineae

        - 
          - Suillineae
          - 
            - Sclerodermatineae
            - 
              - Paxillineae
              - Boletineae